# Ото III (Бавария)
Вижте пояснителната страница за други личности с името Ото III.
Ото III (на немски: Otto III. von Bayern; * 11 февруари 1261, Бургхаузен; † 9 септември 1312, Ландсхут) от фамилията Вителсбахи, е през 1290 – 1312 г. херцог на Долна Бавария и през 1305 – 1307 г. крал на Унгария като крал Бела V (Béla V).

## Произход
Ото III е първият син на баварския херцог Хайнрих XIII (I) († 1290) и на Елизабет Унгарска († 1271), дъщеря на Бела IV, крал на Унгария от династията Арпади, и съпругата му Мария Ласкарина. Чрез майка си той има право на унгарския трон.

## Управление
След смъртта на баща му на 3 февруари 1290 г. той управлява Долна Бавария първо сам и след като братята му Лудвиг III и Стефан I през 1294 г. му се подчиняват заедно с тях. Те изпълняват неговите заповеди.
Ото има особено голям интерес да притежава Щирия. По тази причина води антихабсбургска политика. Той застава на страната на Адолф от Насау против Хабсбурга Албрехт от Австрия. През 1298 г. той се бие в загубената битка при Гьолхайм за Адолф, който е убит, а той ранен.
Новият крал Албрехт му взема териториите Паркщайин и Вайден и ги дава на крал Вацлав II от Бохемия. През 1301 г. му предлагат Стафановата корона след измирането на Арпадите, която той първо отказва заради проблемната вътрешна политика на Унгария.
Ото помага на Вацлав II против Албрехт, и когато отново му се предлага унгарската корона той отива през юли 1305 г. до Пражкия двор, където новият крал Вацлав III му отстъпва своята претенция за унгарската територия. Понеже Албрехт му затваря пътя през Австрия, той се преоблича като търговец и пристига на 11 ноември 1305 г. в Буда. На 6 декември 1305 г. в Секешфехервар (Щулвайсенбург) той е коронован като Бела V за унгарски крал.
Ото е заловен от привържениците на Карл Роберт Анжуйски и заведен при него. През октомври 1307 г. той признава Карл Роберт като владетел, след което той го освобождава. През времето на бягството му от Унгария той отива при своя братовчед Хайнрих III от Глогов, където се сгодява за неговата дъщеря Агнес фон Глогов. През февруари 1308 г. той пристига обратно в Ландсхут, където на 18 май 1309 г. се жени за Агнес.
Ото III е погребан в манастира Зелигентал при Ландсхут.

## Деца
Първи брак: през 1279 г. във Виена с Катарина Хабсбургска от Никея (1256?–1282), дъщеря на крал Рудолф I; те имат децата:
- Рудолф (*/† 1280)
- Хайнрих (*/† 1280)

Втори брак: на 18 май 1309 г. в Ландсхут с Агнес фон Глогов (* 1293/96; † 1361), дъщеря на херцог Хайнрих III от Херцогство Глогов; те имат децата:
- Агнес (* 1310; † 1360) ∞ граф Хайнрих IV от Ортенбург
- Хайнрих XV (* 1312; † 1333)